# Choix du pape avant 1059
Il n'existe pas de règle établie pour le choix du pape avant 1059. Le pape, évêque de Rome, comme les principaux responsables de l'Église catholique étaient souvent désignés par leur prédécesseur, ou par une autorité séculière. Bien que l'élection soit souvent — d'une manière ou d'une autre — la règle, l'élection du pape avec une participation significative des laïcs reste l'exception, surtout si l'on considère les revendications du pape sur les États pontificaux (le  pouvoir temporel).
Le mode de désignation du pape durant cette période amènera plus tard à l'apparition du Jus exclusivae, droit de veto des États catholiques, qui subsistera jusqu'à la constitution apostolique Commissum nobis du 20 janvier 1904, qui interdira sous peine d'excommunication à un cardinal de porter une exclusive « afin d'empêcher les chefs d'État de s'interposer ou de s'ingérer sous quelque prétexte » dans le conclave.
L'absence d'un procédé clairement défini pour la succession du pape amènera à un certain nombre de schismes. Plusieurs papes nommés avant 1059 sont toujours considérés par l'Église catholique comme des antipapes. Par ailleurs, la nécessité d'une approbation séculière de l'élection papale allongeait de manière significative la période du Sede vacante, et fragilisait la papauté.
En 1059, le pape Nicolas II parvient, par le biais de la bulle pontificale In nomine Domini, à restreindre le scrutin de l'élection du pape aux seuls cardinaux, créant ainsi la première règle des futures élections pontificales, qui allaient lentement évoluer jusqu'au conclave.

## Durant l'Empire romain

### De Pierre à Fabien (64/67–236)
S'il n'existe aucun consensus sur la date et les circonstances de l'arrivée de saint Pierre à Rome, il est communément admis qu'il y est mort en 64 ou 67. Pour autant, saint Pierre ne fut jamais considéré par ses contemporains comme « pape » ou même comme « évêque ».
Alors que le processus de sélection des diacres est précisé dans les Actes des Apôtres, il n'existe dans la Bible aucune méthode de désignation des évêques. Le premier texte mentionnant la désignation d'un évêque est la Doctrine du Seigneur transmise aux nations par les douze apôtres, écrite vers la fin du Ier siècle ou au début du IIe siècle.
Alors que l'élection des évêques dans les premières communautés chrétiennes est souvent décrite dans des sources contemporaines, les sources romaines les plus anciennes datent des environs de l'an 400. Elles indiquent que saint Pierre lui-même avait désigné Lin, Anaclet et Clément Ier — dans cet ordre — comme ses successeurs. Toutefois, quelques auteurs et historiens, notamment Tertullien, estiment que Clément Ier a été le successeur immédiat de saint Pierre. Les premières listes officielles des évêques de Rome posent des problèmes, car elles mettent en évidence une continuité de l'autorité papale qui n'existait pas à l'époque. Le Liber Pontificalis, par exemple, rédigé aux alentours de 354, est particulièrement peu fiable en ce qui concerne les deux premiers siècles de l'Église.

### Les élections publiques rapportées (236–492)
L'élection de Fabien en 236 est décrite dans la légende d'Eusèbe de Césarée : une colombe se posa sur la tête de Fabien, et « alors la foule, comme inspirée par un souffle divin, l'acclama d'une seule voix en le déclarant digne, et immédiatement le fit asseoir dans le siège épiscopal ». Cette anecdote indique clairement que « le choix de l'évêque [de Rome] est une préoccupation pour l'ensemble de la communauté chrétienne de Rome ». Fabien est victime des persécutions contre les chrétiens de l'empereur Dèce : le 20 janvier 250, Fabien est torturé puis décapité sur la Via Appia Antica. L'élection de son successeur, Corneille, n'interviendra que 14 mois plus tard.
Mais l'élection de Corneille provoque un schisme avec Novatien. Chacun élu évêque par sa faction, ils écrivent tous deux à Cyprien, évêque de Carthage, pour obtenir son soutien. Cyprien se range aux côtés de Corneille, considérant que « Par ailleurs, Corneille a été fait évêque [de Rome] par le choix de Dieu et du Christ, par le témoignage favorable de pratiquement tout le clergé, par le vote des laïcs présents, et par l'assemblée des évêques ». Cyprien note également que Corneille a été sacré par six évêques de la région, alors que Novatien ne l'a été que par trois d'entre eux. C'est la première preuve écrite d'un schisme au sein de l'Eglise romaine. En 251, Novatien est excommunié par un synode réuni à Rome par Corneille. Le Premier concile de Nicée ordonnera en 325 qu'il n'y ait qu'un et un seul évêque par ville. En 341, le concile d’Antioche précise qu’il est interdit à un évêque de désigner son successeur.
Marc décide que l'évêque d'Ostie aura le privilège de consacrer le nouvel évêque de Rome. L'évêque d'Ostie est traditionnellement le doyen du Collège des cardinaux. Toutefois, l'influence de l'empereur Constantin Ier, contemporain des papes Sylvestre Ier et Marc, permet de conforter le rôle de l'empereur de Rome dans le choix de l'évêque de Rome. Constantin choisit Jules Ier. Son fils Constantin II exile le pape Libère, et installe l'antipape Félix II — un arien — à la place du pape déchu. Le schisme se poursuit avec l'antipape Ursin, face au pape Damase Ier. Ce dernier, aidé du gouverneur de Rome Prétextat, triomphe de la rébellion dans un véritable bain de sang. Damase devient le premier évêque de Rome à pouvoir réellement être appelé pape — παππας, ou pappas — de manière non anachronique.
Damase persuade l'empereur de le décréter « évêque des évêques », une proclamation qui causera de nombreuses dissensions parmi les évêques orientaux, conduisant au premier concile de Constantinople en 381, qui porte notamment sur la question de la suprématie de l'évêque de Rome.
Ce nouveau titre ne modifie toutefois pas en profondeur le mode de désignation de l'évêque de Rome. Les clercs et les laïcs continuent à participer à l'élection, avec les personnalités politiques locales impériales. On note aussi certaines désignations moins classiques, comme la succession père/fils entre Anastase Ier et son fils Innocent Ier. L'empereur Flavius Honorius intervient pour mettre fin au schisme entre l'antipape Eulalien et le pape Boniface Ier — tous deux élus — se rangeant d'abord aux côtés d'Eulalien, puis finalement aux côtés de Boniface. Honorius décide que les futurs schismes devront être réglés par un vote unanime. Bien que ce décret n'ait jamais été utilisé pour résoudre les élections papales contestées, il indique néanmoins l'intérêt croissant des empereurs romains pour la succession du pape. Ce rescrit est néanmoins inséré dans les collections du droit canonique, sous l’appellation Si duo. Il dispose : « En cas d’élection contestée entre deux prétendants, aucun d’eux ne sera jamais évêque, mais seulement celui qu’une nouvelle élection désignera d’un consentement unanime ». Ce rescrit impérial a, par ailleurs, eu pour conséquence, selon Yves Chiron, de favoriser une ingérence toujours plus importante du pouvoir civil dans les élections pontificales.

### Odoacre
Les élections continuent ainsi sans véritable contestation, jusqu'à l'élection de Simplice, gravement malade durant la majeure partie de son pontificat. Il ne consacre pas le temps nécessaire aux questions de succession, et décrète que le général romain Odoacre aura le pouvoir d'approuver son successeur. En effet, à cette époque, il n'y a plus d'empereur romain d'Occident, Romulus Augustule ayant été déposé en 476. À la mort de Simplice, c'est Félix III qui est élu pape, devenant le premier pape patricien.

## La règle ostrogoth (493–537)
Le schisme électoral suivant a lieu entre Symmaque et Laurent, qui en appellent tous les deux à Théodoric le Grand, roi des Ostrogoths en Italie — qui est un arien. Cette affaire devient le premier cas de simonie papale documenté, chacune des parties tentant de corrompre les conseillers de Théodoric — et peut-être Théodoric lui-même — pour faire pencher la balance en sa faveur. Théodoric se range aux côtés de Symmaque, qui publie un décret selon lequel les évêques en place ont désormais la possibilité de désigner leur successeur, mettant ainsi fin à la participation des laïcs à ce processus pour un demi-siècle. 
Par ailleurs, le 1er mars 499, Symmaque réunit un concile à Rome pour fixer les premières véritables règles de l’élection pontificale. Ce concile édicte, en effet, quatre canons : l’interdiction, sous peine d’excommunication, de se déclarer candidat à la succession d’un pape encore en vie ou de faire des démarches en ce sens ; l’interdiction de promettre sa voix, ou d’effectuer des démarches de réunion de signatures, à quelqu’un, du vivant du pape alors en place, sous peine, là encore, d’excommunication ; l’affirmation que l’élection d’un nouveau pape doit s’effectuer à l’unanimité — in unum totius — ou, à défaut d’unanimité, à la majorité des voix au sein du clergé ; et enfin la nécessité de ne pas punir, voire de récompenser, quiconque rapportera une contravention aux trois canons précédents.
Cette méthode est utilisée sans réel problème jusqu'à la mort du pape Félix IV, qui, sur son lit de mort, donne son pallium à Boniface II et décrète que quiconque refusera cette succession sera excommunié. Le Sénat romain désapprouve l'absence d'élection, et dénonce Félix IV, mettant en avant un décret d'Anastase II, qui interdit à un pape de désigner son successeur. Boniface II n'est soutenu que par une minorité de clercs, la plupart du clergé soutenant l'antipape Dioscore. La mort de Dioscore met fin au schisme.
Boniface II tente de réintroduire la pratique de la nomination de son successeur, mais le tollé provoqué par cette décision est immense. À la mort de Boniface II, l'élection de 532 est extrêmement contestée : on parle de coercition et de corruption quasi généralisées. Elle débouche finalement sur l'élection de Mercurius, qui devient le 56e pape de l'Église catholique sous le nom de Jean II. Il est le premier pape à prendre un nom de règne. 
La question est portée devant le Sénat romain et devant la Cour du roi ostrogoth à Ravenne. Il en résulte le dernier décret (Senatus Consultum) connu du Sénat de Rome dirigé contre la simonie durant l'élection papale ; le décret limite les sommes d'argent qui peuvent être engagées dans le cadre d'une élection papale. Il est confirmé par le roi ostrogoth Athalaric qui ordonne de le graver sur du marbre et de le placer dans l'atrium de l'antique basilique Saint-Pierre en l'an 533, et force Jean II à l'approuver. En fait, Athalaric réussit à forcer l'élection du pape Silvère, le fils du pape Hormisdas, à la mort de Jean II.

## L'influence byzantine (537–752)
En 537, lors de son invasion de la péninsule italienne, Justinien force Silvère à abdiquer pour installer à sa place Vigile, ancien légat pontifical à Constantinople. Toutefois, Vigile montrera, malgré cette accession au pontificat par la grâce de l’empereur byzantin, une certaine indépendance puisque son long pontificat sera marqué par un conflit doctrinal d’importance l’opposant à Justinien, au point qu’il sera exilé, avant de finalement mourir le 7 juin 555. À la mort de Vigile, Justinien impose à nouveau son candidat au moyen d'un simulacre d'élection : Pélage Ier. Ensuite, Justinien se contentera d'approuver l'élection du pape, comme il le fit pour celle de Jean III. Les successeurs de l'empereur byzantin conserveront cette pratique durant plus d'un siècle.
Le pouvoir constant d'approbation de l'empereur byzantin est mentionné dans la légende du pape Grégoire Ier qui aurait écrit à Constantinople, demandant que l'empereur Maurice désapprouve son élection. Le pape Boniface III publie, en 607, un décret interdisant, sous peine d'excommunication, toute discussion sur la succession du pape dans les trois jours suivant le décès de l'évêque de Rome. Il publie également un autre décret stipulant que les clercs et les laïcs doivent se réunir pour élire un successeur en votant selon leur conscience. Ce décret réduit considérablement l'influence des factions dans l'élection du pape, permettant des élections et des approbations impériales plus rapides pour les quatre élections suivantes. Le décret précise également la composition de l’électorat chargé de désigner le nouveau pape : il s’agit du « clergé et des fils de l’Église réunis ». À cette époque, l’expression « fils de l’Église » désigne en réalité, non pas l’ensemble du peuple chrétien, mais les sénateurs romains ; le décret indique donc que le clergé et le Sénat romain élisent ensemble le nouveau pape.
Toutefois, le pape Séverin, élu en 638, doit attendre l'approbation impériale durant 20 mois, et ne la reçoit qu'en 640, quelques mois avant sa mort. Le pape Martin Ier refuse d'attendre l'approbation de l'empereur, et exige d'être consacré quelques jours seulement après son élection. Ce geste provoque la colère de Constant II, qui fait arrêter Martin Ier, et le fait conduire à Constantinople, où il est condamné à l'exil. Les sept papes suivants sont approuvés rapidement par Constantinople, mais Benoît II doit attendre l'approbation de l'empereur pendant près d'un an. Il obtient que la confirmation soit donnée non plus par l'empereur, mais par l'exarque de Ravenne, gouverneur byzantin de l'Italie centrale, qui inclut le duché de Rome. Le pape espère ainsi que l'exarque, plus faible politiquement que l'empereur, approuvera plus facilement les décisions de Rome.
Pendant le pontificat de Benoît II (684-685), Constantin IV renonce à l'approbation impériale de l'élection du pape, reconnaissant le profond changement démographique de la ville et de son clergé. Le successeur de Benoît II, le pape Jean V, est élu par « l'ensemble de la population », revenant à la « pratique ancienne ». Les dix successeurs grecs d'Agathon sont vraisemblablement le résultat escompté par Constantin IV lors de sa concession. Durant cette période, les élections papales se tiennent dans la basilique Saint-Jean-de-Latran — le titulaire de la basilique, évêque de Rome, étant reconnu comme le pape légitime en cas de schisme — bien qu'on ne connaisse pas avec exactitude le nombre d'élections y ayant eu lieu. Les laïcs participent toujours à l'élection du pape durant cette période, mais les dimensions — nécessairement restreintes — de la basilique font que l'expression « élu par l'ensemble de la population » ne peut plus être prise au sens littéral à partir de cette époque.
L'armée romaine — contrôlée par les aristocrates locaux — intervient pour la première fois dans les affaires papales en 686, à la mort du pape Jean V en s'emparant du Latran et en chassant le clergé, imposant ainsi la consécration du pape Conon et du pape Serge Ier. Les deux élection suivantes — celles de Jean VI et de Jean VII — sont également contrôlées par l'armée romaine, mais de manière moins brutale. Zacharie, élu en 741, est le dernier pape à faire part de son élection aux autorités byzantines ou à demander leur approbation.

## L'influence franque (756–857)
Étienne II franchit les Alpes pour demander l'aide de Pépin le Bref lors de son élection en 752, à la suite de la reprise de Ravenne par les Lombards. Cette démarche conduit à la donation de Pépin, aussi appelée traité de Quierzy, qui entérine de facto la création des États pontificaux et limite ainsi les interventions étrangères dans l'élection des papes. La mort du successeur d’Étienne II — qui était également son frère — le pape Paul Ier, conduit à une opposition sanglante entre Étienne III et Toto de Nepi. Après que Toto eut les yeux crevés et fut emprisonné, Étienne III décrète que l'ensemble du clergé romain participe à l'élection du pape, mais restreint l'éligibilité aux cardinaux-prêtres et aux cardinaux-diacres. C'est la première fois dans l'histoire de l'Église qu'il est fait mention du terme « cardinal » pour désigner les prieurs des églises titulaires de Rome ou aux sept diacres. Les cardinaux-évêques, qui ont soutenu Toto, sont exclus de la succession. Rapidement après le décret d'Étienne III les laïcs romains retrouvent leur rôle dans l'élection du pape, qu'ils garderont jusqu'à la bulle pontificale In nomine Domini du pape Nicolas II en 1059, qui restreint le scrutin de l'élection du pape aux seuls cardinaux.
Adrien Ier et Léon III sont élus selon les règles d'Étienne III, mais les suivants ont été obligés de demander l'aide de Charlemagne. Après deux élections à l'unanimité, le fils de Charlemagne, Louis le Pieux, est obligé d'intervenir en faveur d'Eugène II. En 824, la Constitutio Romana revient au statut antérieur en réincorporant dans le corpus électoral les laïcs nobles romains, qui domineront le processus électoral du pape pendant les deux siècles à venir. La constitution apostolique oblige également le pape à jurer loyauté au représentant franc. La consécration de Grégoire IV est reportée de six mois dans l'attente de l'approbation de Louis le Pieux.
Quand en 844 le clergé et les nobles élisent des candidats différents, l'empereur Lothaire Ier prend le parti de Serge II, élu par la noblesse. Trois ans plus tard le pape Léon IV est consacré sans l'approbation impériale, quasiment impossible à obtenir du fait de l'effondrement de l'Empire carolingien. Lothaire II échoue dans un premier temps à imposer son candidat, le futur Benoît III, jusqu'à ce que le futur Adrien II refuse son élection en 855. C'est le premier refus de l'élection dont on ait trace. Nicolas Ier est élu en 858 avec le soutien de Louis II d'Italie. Nicolas Ier interdit à tout étranger en dehors de Rome d'intervenir de quelque manière que ce soit dans l'élection du pape. Suivant ce principe, Adrien II est consacré en 867 sans même que les Francs en soient informés.

## L'âge sombre (904–963)
L'assassinat de Jean VIII ouvre une période marquée par les pontificats courts. Durant cette période, douze papes sont assassinés — parfois après avoir dû renoncer —, trois sont déposés, et deux autres abdiquent. Cette période est connue des historiens sous le nom de pornocratie — qui vient du grec, « le règne des prostituées » — ou d'âge sombre (en latin : saeculum obscurum).
Grâce à l'alliance entre Serge III et Théophylacte Ier de Tusculum — le père de Marozie, maîtresse de Serge III et mère du fils de ce dernier — et son épouse Théodora Ire, Théophylacte réussit à mettre sur le trône quatre des cinq papes suivants. Le fils de Serge III et de Marozie devient pape sous le nom de Jean XI, avant d'être déposé par son demi-frère Albéric II de Spolète. Albéric contrôle l'élection des quatre papes suivants, allant jusqu'à placer son propre fils Octavien sur le trône de Pierre sous le nom de Jean XII. Celui-ci est surtout connu pour avoir couronné Otton Ier comme souverain du Saint-Empire romain germanique.
En 963, un synode dépose Jean XII et élit à sa place Léon VIII, mais les Romains le déposeront à son tour après le départ d'Otton Ier. Ils élisent alors Benoît V. De retour à Rome, Otton dépose et exile Benoît V et remet Léon VIII sur le trône. À la mort de ce dernier, en 965, Otton Ier favorise l'élection de Jean XIII.

## La période des Crescenzi (974–1012)
Le successeur d'Otton Ier, Otton II, est forcé d'intervenir en force à Rome en 980 pour déposer l'antipape Boniface VII, avant de mettre en place son candidat, Jean XIV, sans même prendre la peine de convoquer une élection.
Jean XV, le candidat de la noblesse romaine au moment de la mort d'Otton II, ne survit pas assez longtemps pour être déposé par Otton III. Le nouvel empereur organise l'élection de son cousin, Brunon de Carinthie, qui prend le nom de Grégoire V et rejoint Rome en 996. Mais il ne peut se maintenir après le départ d'Otton III pour la Germanie, et les Romains le remplacent par l'antipape Jean XVI, jusqu'au retour de l'empereur. Otton III réinstalle alors Grégoire V sur le trône papal. En 999, il favorise l'élection de son successeur Sylvestre II, qui meurt en 1003, quelques mois après l'empereur. Les Romains pourront alors choisir les trois papes suivants.

## La période des Tusculum (1012–1044/1048)
Les papes Benoît VIII (1012-1024), Jean XIX (1024-1032) et Benoît IX (1032-1048) appartiennent à la famille de Tusculum.
Les mœurs de Benoît IX — le seul pape à avoir accompli trois pontificats non consécutifs — provoquent de nombreux soucis. Lors de son arrivée à Rome pour être couronné empereur du Saint-Empire en 1046, Henri III se retrouve face à trois papes. Henri III décide de déposer les trois pontifes et convoque un synode pour faire élire Clément II, qui meurt dès octobre 1047.

## Saint-Empire romain germanique (1048–1059)
Henri III, à la mort du pape Clément II (1046-1047) qu’il avait lui-même nommé, fait nommer Damase II (1047-1048). Après l’élection de Léon IX (1049-1054), qu’il soutenait, il parvient à nommer les trois papes suivants — Victor II (1055-1057), Étienne IX (1057-1058) et Nicolas II (1058-1061) — sans véritable scrutin. La mort d'Henri III et l'accession au trône de son fils Henri IV, âgé de six ans, permet au pape Nicolas II de promulguer en 1059 la bulle pontificale In nomine Domini, qui restreint le scrutin de l'élection du pape aux seuls cardinaux, créant ainsi la première règle des futures élections pontificales.

#### Baumgartner 2003
1. 1 2  Baumgartner 2003, p. 3
2. 1 2 3 4 5  Baumgartner 2003, p. 4
3. 1 2 3 4  Baumgartner 2003, p. 5
4. 1 2 3  Baumgartner 2003, p. 6
5. 1 2 3  Baumgartner 2003, p. 7
6. 1 2 3  Baumgartner 2003, p. 8
7. 1 2 3 4  Baumgartner 2003, p. 9
8. 1 2 3 4 5 6  Baumgartner 2003, p. 10
9. 1 2 3 4  Baumgartner 2003, p. 11
10. 1 2 3 4 5  Baumgartner 2003, p. 12
11. 1 2 3  Baumgartner 2003, p. 13
12. 1 2 3 4 5  Baumgartner 2003, p. 14
13. 1 2 3  Baumgartner 2003, p. 15
14. 1 2 3  Baumgartner 2003, p. 16
15. 1 2 3 4 5  Baumgartner 2003, p. 17
16. 1 2 3  Baumgartner 2003, p. 18

#### Chiron 2013
1. ↑  Chiron 2013, p. 15.
2. ↑  Chiron 2013, p. 18
3. ↑  Chiron 2013, p. 19
4. 1 2  Chiron 2013, p. 21
5. 1 2  Chiron 2013, p. 23 et 24
6. ↑  Chiron 2013, p. 28
7. 1 2  Chiron 2013, p. 29

#### Ekonomou 2007
1. 1 2  Ekonomou 2007, p. 215
2. ↑  Ekonomou 2007, p. 216

#### Autres
1. ↑  Philippe Boutry, « Les conclaves et leurs mystères », émission Concordance des temps sur France Culture, 22 mars 2013
2. ↑  Actes des Apôtres (lire sur Wikisource), chap. 6, versets 1 à 5
3. ↑  « Saint Fabien », sur Nominis (consulté le 25 février 2025)